# Povenez (Schiffstyp)
Der Frachtschiffstyp Povenez war eine Baureihe der Neptun-Werft und die zweitgrößte Serie von Frachtschiffen, die in der DDR gebaut wurde.

## Geschichte
Die Serie wurde von 1963 bis 1967 auf der Neptun-Werft in Rostock hergestellt und umfasste 40 Einheiten.
Erstes Schiff und Namensgeber der Serie war die am 18. Mai 1963 an ihre sowjetische Reederei übergebene Povenez (nach der karelischen Gemeinde Powenez am südlichen Ende des künstlichen Teils des Weißmeer-Ostsee-Kanals, in einer Quelle auch als Povenets wiedergegeben), mit der Baunummer 201. Die Povenez wurde 1992 verkauft und in Joy Alfa umbenannt, blieb bis 1995 in Fahrt und wurde dann abgewrackt. Die 40 Einheiten der Serie Povenez wurden komplett an die Sowjetunion geliefert. Letztes Schiff der Serie war die am 30. Oktober 1967 übergebene Kovdor mit der Baunummer 244. Die Mehrzahl der Povenez-Schiffe wurde nach einer Dienstzeit von etwa 25 bis 30 Jahren abgebrochen. Einige Exemplare fuhren jedoch bis nach der Jahrtausendwende und einzelne Schiffe sind bis heute nicht aus den Registern gestrichen.

## Technik

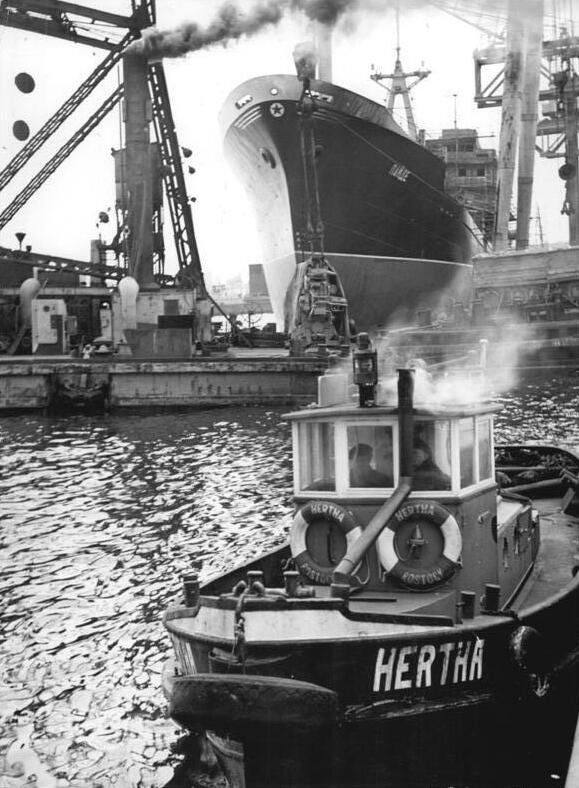
Ein Typ Povenez im Bau

Der grundsätzliche Entwurf des Schiffstyps orientierte sich an den erfolgreichen Serien Kolomna und Andizhan. Die Aufbauten waren ähnlich gestaltet, wie bei den Andizhan Typen, waren jedoch wie auch die Maschinenanlage um eine Laderaumlänge nach hinten versetzt. Die 2390 kW leistenden 2-Takt Dieselmotoren des Typs MAN K67 57/80 wurden teilweise von der MAN geliefert, teilweise wurden in Lizenz gefertigte Motoren des gleichen Typs vom VEB Maschinenbau Halberstadt eingebaut. Der Hauptmotor wirkte direkt umsteuerbar auf einen Festpropeller mit demontierbaren Flügeln.
Die für die Eisfahrt ausgelegten Schiffe waren mit einem Halbeisbrechersteven ausgerüstet. Es wurde, aufgrund der offenen Konstruktion und der hohen Beanspruchung beim Einsatz im Eis, ein höherfester Stahl verwendet. Anders als bei den Vorgängerserien wurden die Plattengänge der in Sektionsbauweise zusammengefügten Rümpfe teilweise genietet.
Die vier Laderäume mit Zwischendecks, einem Ballenraum von 5767 m3 und einem Schüttgutvolumen von 6248 m3 wurden mit versetzbaren Kornschotten und Füllschächten versehen. Das Ladegeschirr bestand aus jeweils vier Ladebäumen für drei und fünf Tonnen sowie einem Schwergutbaum für 35 Tonnen, die, wie bei der Andizhan Serie an zwei "A"-förmigen Masten und einem herkömmlichen vorderen Mast befestigt waren.
Die Aufbauten der Schiffe waren klimatisiert.